# Стадион Ташмајдан
Стадион Ташмајдан је стадион са више намена у Београду, а налази се у саставу Спортско-рекреационог центра Ташмајдан.

## Историја
Градња је почела 1952, а свечано је отворен 24. јануара 1954. године. Изграђен је на месту некадашњег каменолома, по коме је и добио име: од турских речи таш (камен) и мајдан (коп, рудник). Капацитет стадиона је 10.000 места, а у склопу њега постоје две сале и теретана. Највише се користи за мали фудбал, одбојку, кошарку, рукомет, као и за разне концерте и културно-забавне манифестације. Стадион се налази у насељу Палилула, на територији истоимене београдске општине.
Стадион се у зимским месецима од 1953. до 1977. (до отварања Ледене дворане Пионир 1978) највише користио за хокеј на леду, па је ту 1954, 1955. и 1957. одржано првенство Југославије у хокеју на леду (турнирски систем), а био је домаћи терен за београдске клубове Партизан, Црвену звезду, ОХК Београд, Ташмајдан и Авалу.
Међу првим такмичењима одржаним на стадиону је и Европско првенство за кошаркашице 1954. године. Стадион је био домаћин првог Светског првенства у рукомету за жене 1957, када је Југославија освојила бронзу, а на њему је репрезентација Југославије играла мечеве Дејвис купа 1956. године. Одржани су и неки веома занимљиви догађаји, као што је шпанска корида, аутомобилска фудбалска утакмица са великом лоптом, коју су шутирале фиће, и још неколико других.
Стадион је био у веома лошем стању, јер годинама у њега није улагано. Дана 28. септембра 2011. године почела је његова комплетна реконструкција, која је првобитно требало да траје петнаест месеци. Објављено и да ће трошкови обнове износити око 647 милиона динара, а да ће стадион након реконструкције моћи да прими 10.500 гледалаца.
Радови су ипак потрајали скоро пет година, а коначни завршетак комплетне реконструкције је био најављен за средину марта 2016. године. Стадион је свечано отворен 22. априла 2016. уз концерт који је почео наступом дечјег хора Чаролија, а наставио се наступима група Електрични оргазам, Van Gogh, Пилоти, Рибља чорба и Галија. У јулу исте године, у оквиру Дејвис купа, на Ташмајдану је одигран и тениски меч између репрезентација Србије и Велике Британије.

## Концерти

### 1990—1999.
| Датум                  | Извођачи | Напомене                                                                      | Изв.                 |
| ---------------------- | --- | ----------------------------------------------------------------------------- | -------------------- |
| 15. септембар 1990.    | Рибља чорба | —                                                                             | [ 10 ]               |
| 13. септембар 1991.    | Џеј Рамадановски | —                                                                             | [ 11 ] [ 12 ]        |
| 10. јун 1993.          | Рибља чорба | добротворни концерт — сав приход је био намењен деци палих бораца             | [ 13 ]               |
| 13. јун 1994.          | Лепа Брена | —                                                                             | [ 14 ] [ 15 ]        |
| 23. септембар 1995.    | Рибља чорба, Бабе, Дејан Цукић и Спори ритам бенд, Минђушари, Момчило Бајагић и други                                    | добротворни концерт — сав приход је био намењен незбринутој деци палих бораца | [ 16 ]               |
| 29. јун 1996.          | Партибрејкерс | —                                                                             | [ 17 ]               |
| 13. септембар 1996.    | Забрањено пушење | —                                                                             | [ 18 ]               |
| 31. мај и 1. јун 1997. | Рибља чорба (гости: Рамбо Амадеус, Прљави инспектор Блажа и Кљунови, Директори, Индијанци, Алелуја и Краљевски апартман) | турнеја По слободним градовима Србије                                         | [ 19 ] [ 20 ] [ 17 ] |
| 31. мај и 1. јун 1997. | Рибља чорба (гости: Рамбо Амадеус, Прљави инспектор Блажа и Кљунови, Директори, Индијанци, Алелуја и Краљевски апартман) | посета: по 11.000 обе вечери                                                  | [ 19 ] [ 20 ] [ 17 ] |

### 2000—2009.
| Датум               | Извођачи | Напомене        | Изв.          |
| ------------------- | --- | --------------- | ------------- |
| 18. мај 2002.       | Ли Скреч Пери | —               | [ 21 ]        |
| 25. мај 2002.       | Бајага и инструктори (гости: Havana Whisper, Раде Рапидо, Табу, Flare)                                                                        | посета: 8.000   | [ 22 ]        |
| 1. јун 2002.        | Ману Чао | —               | [ 23 ]        |
| 28. јун 2002.       | Феми Кути | —               | [ 24 ]        |
| 26. јул 2002.       | (предгрупа: Ритам нереда)                                                                                                  | посета: 5.000   | [ 25 ]        |
| 12. јун 2003.       | Магазин | посета: 3.000   | [ 26 ] [ 27 ] |
| 20. јун 2003.       | (гости: Бора Дугић, Васил Хаџиманов, гудачки квартет Intermezzo)                                                                     | —               | [ 28 ]        |
| 26. јун 2004.       | Владо Георгиев (гости: Рамбо Амадеус, Жељко Васић, Игор Лазић)                                                             | посета: 10.000  | [ 29 ] [ 30 ] |
| 13. јун 2005.       | Њемачка | —               | [ 31 ]        |
| 13. јун 2006.       | Уједињено Краљевство | —               | [ 32 ]        |
| 30. јул 2006.       | (предгрупе: и Краљевски апартман)                                                                                          | —               | [ 33 ] [ 34 ] |
| 15. август 2006.    | (предгрупа: Неверне бебе)                                                                                                  | посета: 5.000   | [ 35 ]        |
| 16. септембар 2006. | Партибрејкерс, Јарболи, Обојени програм, Велики презир, Нено Белан и Фјуменс, Електробуда, Хоркешкарт, Ендорфин, Репетитор | Рокенрол школа  | [ 36 ] [ 37 ] |
| 21. јун 2007.       | Уједињено Краљевство | —               | [ 38 ]        |
| 29. август 2008.    | Синан Сакић (гости: Ванеса Шокчић, B3, Руле)                                                                                 | посета: 8.000   | [ 39 ]        |
| 5. септембар 2008.  | Dinosaur Jr, Електрични оргазам, Јарболи, Репетитор, Hypnotized                                                                                 | Јелен пиво лајв | [ 40 ] [ 41 ] |
| 6. септембар 2008.  | The Lemonheads, Партибрејкерс, Disciplin a Kitschme, Стрип, Shiroko                                                                                                 | Јелен пиво лајв | [ 40 ] [ 42 ] |

### 2010—2019.
| Датум           | Извођачи                                                        | Напомене                          | Изв.          |
| --------------- | --------------------------------------------------------------- | --------------------------------- | ------------- |
| 22. април 2016. | Галија, Електрични оргазам, Пилоти, Рибља чорба, Van Gogh, хор Чаролија | oтварање реконструисаног стадиона | [ 43 ] [ 44 ] |
| 11. јун 2016.   | Прљаво казалиште (предгрупа: )                                  | посета: 7.000                     | [ 45 ] [ 46 ] |
| 18. јун 2016.   | Партибрејкерс (подршка: Џа или Бу)                              | —                                 | [ 47 ]        |
| 22. јун 2016.   | Џон Њуман, Артан Лили, Иза                                      |                                   | [ 48 ]        |
| 23. јун 2016.   | , Натали Диздар                                                 | [ 49 ]                            |               |
| 25. јун 2016.   | Владо Георгиев                                                  | —                                 | [ 50 ] [ 51 ] |
| 27. мај 2017.   | Џенан Лончаревић                                                | посета: 10.000                    | [ 52 ] [ 53 ] |
| 3. јун 2017.    | Синан Сакић (гости: Ђус, Мухарем Сербезовски)                   | посета: 12.000                    | [ 54 ]        |
| 15. јун 2017.   | Дарко Рундек (подршка: Краљ Чачка)                              | посета: 10.000                    | [ 55 ] [ 56 ] |
| 24. јун 2017.   | Парни ваљак                                                     | —                                 | [ 57 ] [ 58 ] |
| 1. јун 2018.    | Lexington Band, Џенан Лончаревић, Пројекат бенд                               | — вече поп музике                 | [ 59 ] [ 60 ] |
| 2. јун 2018.    | група, Кербер, Неверне бебе                                     | — вече рок музике                 | [ 61 ]        |
| 3. јун 2018.    | , Гру, Иван Гавриловић, B3, ди-џеј Ђука                           | — вече музике 90-их               | [ 62 ]        |
| 25. јун 2018.   | Жељко Јоксимовић (гошћа: Јелена Томашевић)                      | посета: 12.000                    | [ 63 ] [ 64 ] |
| 30. јун 2018.   | Дубиоза колектив (гости: Љубичице)                              | —                                 | [ 65 ] [ 66 ] |
| 25. мај 2019.   | Др Неле Карајлић (подршка: Elvis Jr. Kurtović, Вива вопс)                         | —                                 | [ 67 ] [ 68 ] |
| 22. јун 2019.   | Тони Цетински                                                   | —                                 | [ 69 ]        |
| 26. јун 2019.   | (предгрупа: Марко Луис)                                         | —                                 | [ 70 ] [ 71 ] |
| 27. јун 2019.   | (предгрупа: Коља и гробовласници)                               | посета: 10.000                    | [ 72 ] [ 73 ] |

### 2020—данас
| Датум               | Извођачи | Напомене                      | Изв.            |
| ------------------- | --- | ----------------------------- | --------------- |
| 18. септембар 2020. | Бајага и инструктори | Концерт за црвену зону        | [ 74 ]          |
| 16. јул 2021.       | Бајага и инструктори (предгрупа: Миодраг Бата Костић са бендом)                                                                     | посета: 8.000                 | [ 75 ] [ 76 ]   |
| 16. август 2021.    | Рибља чорба (гости: Момчило Бајагић, Звонимир Ђукић, Никола Чутурило, Жика Јелић, Драги Јелић)                                      | концерт у част Мише Алексића  | [ 77 ] [ 78 ]   |
| 21. август 2021.    | Хладно пиво (предгрупа: Раскид13)                                                                                                   | —                             | [ 79 ] [ 80 ]   |
| 4. септембар 2021.  | Партибрејкерс | —                             | [ 81 ] [ 82 ]   |
| 8. септембар 2021.  | Пласидо Доминго (уз сопране Ану Пироци и Марију Јелић; у пратњи Симфонијског оркестра РТС-а)                                        | —                             | [ 83 ] [ 84 ]   |
| 18. септембар 2021. | Масимо Савић (предгрупа: Ватра) | —                             | [ 85 ]          |
| 19. септембар 2021. | Влатко Стефановски и Трио В3 | —                             | [ 86 ] [ 87 ]   |
| 11. јун 2022.       | Београдски синдикат (гости: Смоке Мардељано, Арафат, Марлон Брутал, Даница Црногорчевић, Павлина Радовановић, Академски хор Обилић) | —                             | [ 88 ] [ 89 ]   |
| 21. јун 2022.       | Стефан Миленковић и Др Неле Карајлић                                                                                                |                               | [ 90 ] [ 91 ]   |
| 28. јун 2022.       | Зорица Брунцлик и гости | посета: 14.000                | [ 92 ]          |
| 2. јул 2022.        | (предгрупа: ) | —                             | [ 93 ] [ 94 ]   |
| 11. јул 2022.       | Норвешка | —                             | [ 95 ] [ 96 ]   |
| 29. август 2022.    | (предгрупа: ) | посета: 6.000                 | [ 97 ] [ 98 ]   |
| 10. септембар 2022. | група и гости | прослава 50 година рада групе | [ 99 ] [ 100 ]  |
| 20. мај 2023.       | (ABBA Real Tribute Band и Зрењанинска филхармонија) | —                             | [ 101 ] [ 102 ] |
| 17. јун 2023.       | Теа Таировић (гошћа: Сања Вучић) | посета: 10.000                | [ 103 ] [ 104 ] |
| 24. јун 2023.       | Баја Мали Книнџа | посета: 15.000                | [ 105 ] [ 106 ] |
| 29. јун 2023.       | Никос Вертис (гост: Саша Ковачевић)                                                                                                 | —                             | [ 107 ] [ 108 ] |
| 9. септембар 2023.  | Јашар Ахмедовски | посета: 14.000                | [ 109 ] [ 110 ] |
| 16. септембар 2023. | Буч Кесиди (гости: Бојана Вунтуришевић, Владо Георгиев)                                                                             | —                             | [ 111 ] [ 112 ] |
| 13. јул 2024.       | (предгрупа: Епилог) | —                             | [ 113 ] [ 114 ] |
| 4. септембар 2024.  | Никос Вертис (гошћа: Лепа Брена) | —                             | [ 115 ] [ 116 ] |
| 7. септембар 2024.  | Сједињене Америчке Државе | —                             | [ 117 ] [ 118 ] |
| 13. септембар 2024. | Земфира | —                             | [ 119 ] [ 120 ] |